# António Francisco Colaço
 António Francisco Colaço (Castro Verde, 6 de Março de 1866 - Lisboa, 21 de Dezembro de 1934) foi um médico e político português.

## Biografia

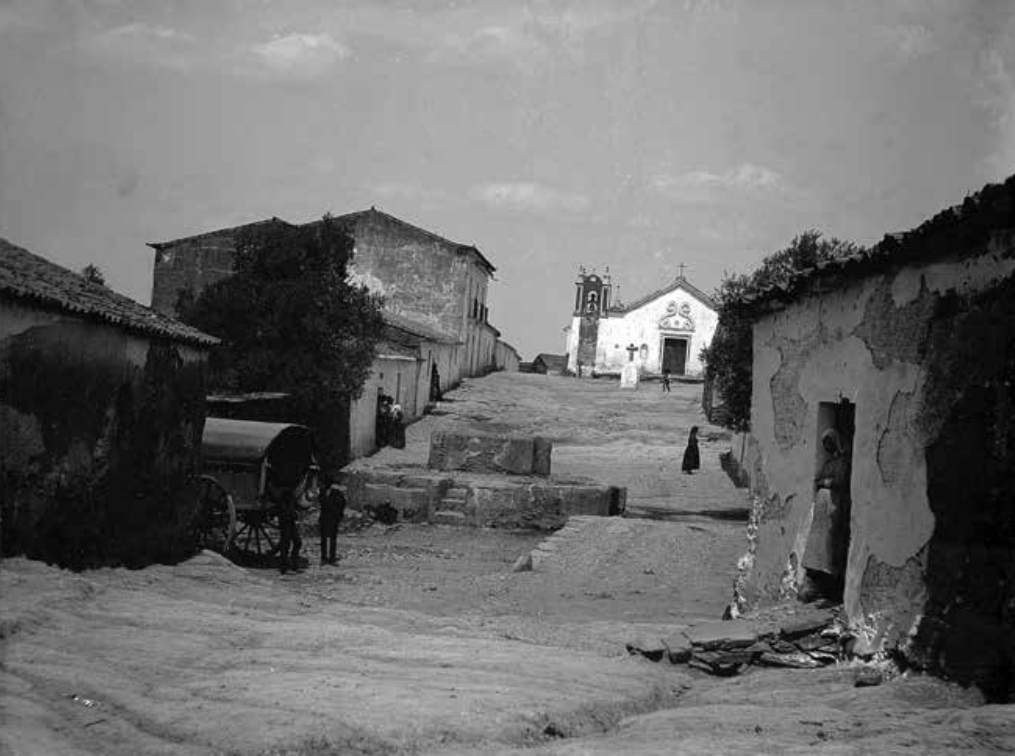
Fotografia de São Marcos da Ataboeira, tirada por António Francisco Colaço na década de 1900.

Nasceu no concelho de Castro Verde, em 6 de Março de 1866. Era filho de António Francisco Colaço e Ana Jacinto Faleiro, um casal de proprietários agrícolas abastados. Frequentou os estudos superiores em Lisboa, onde concluiu uma licenciatura em medicina.
Regressou depois a Castro Verde, onde começou a exercer como médico. Foi durante o seu período de estudante que se começou a interessar pelos ideais republicanos, tendo sido um dos principais responsáveis pelo desenvolvimento do Partido Republicano Português, tanto em Castro Verde como no Distrito de Beja. Em 5 de Abril de 1908 foi candidato pelo distrito de Beja para o Parlamento, em 8 de Dezembro de 1908 foi eleito como primeiro suplente da Comissão Distrital de Beja do partido. Continuou a ser uma figura dominante no partido após a Revolução de 5 de Outubro de 1910, que instaurou a república.
Em 22 de Março de 1913 ingressou no Partido Unionista de Brito Camacho, e em Abril do mesmo ano tornou-se vogal na Comissão Distrital de Beja do partido. Foi um dos principais responsáveis pela candidatura de António Aboim Inglês a deputado, em 16 de Novembro de 1913. Deixou as principais esferas políticas na sequência da participação portuguesa na Primeira Guerra Mundial, embora tenha mantido a sua influência a nível local, tendo afirmado Castro Verde como um dos centros do republicanismo mais conservador, durante o período da Primeira República.
Exerceu igualmente como matemático, e distinguiu-se como fotógrafo amador, tendo o seu laboratório de fotografia sido reconstituído no Museu da Ruralidade, em Entradas.
Faleceu na cidade de Lisboa, em 21 de Dezembro de 1934.

## Homenagens
O nome de António Francisco Colaço foi colocado em vários pontos do concelho de Castro Verde, incluindo um externato, uma escola, e uma rua.